# Liste der Naturdenkmale in Neu-Isenburg
Die Liste der Naturdenkmale in Neu-Isenburg nennt die in der Stadt Neu-Isenburg im Landkreis Offenbach in Hessen gelegenen Naturdenkmale.
| Bild            | Bezeichnung | Ortsteil, Lage                              | Beschreibung | Art         | Nr.     |
| --------------- | ----------- | ------------------------------------------- | --- | ----------- | ------- |
| Fotos hochladen | Eiche       | Neu-Isenburg 50° 3′ 26,2″ N, 8° 42′ 58,1″ O | Frei stehende etwa 20 m hohe Stieleiche (Quercus robur) mit symmetrisch kugelige Krone von ortsbildprägender Wirkung am Rande des Triebweges. | Stiel-Eiche | 438 054 |
| BW              | Zwei Eichen | Neu-Isenburg 50° 3′ 12,2″ N, 8° 43′ 28,1″ O | Etwa 24 m und 26 m hohe Stieleichen (Quercus robur).                                                                                          | Stiel-Eiche | 438 055 |

## Belege
1. ↑  
Naturdenkmal. www.kreis-offenbach.de, abgerufen am 7. April 2020.

- Karte mit allen Koordinaten:
- OSM |
- WikiMap